# 登萨河
登萨河是一条流经保加利亚和土耳其的河流，是马里查河最重要的一条支流。

## 图片集

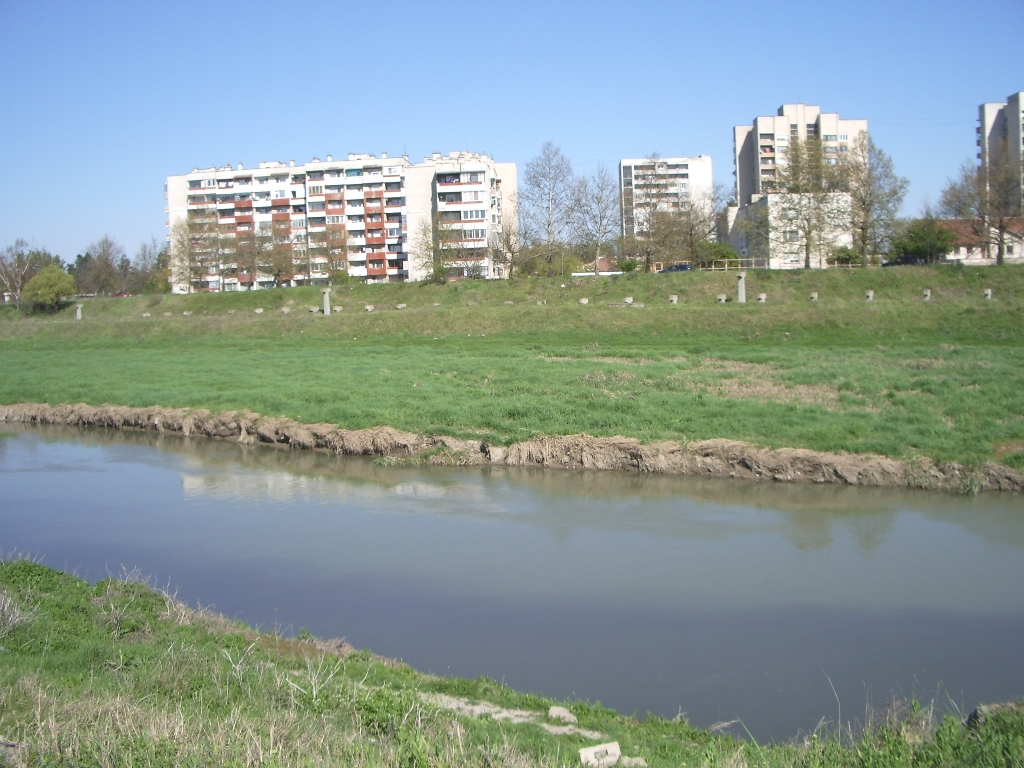
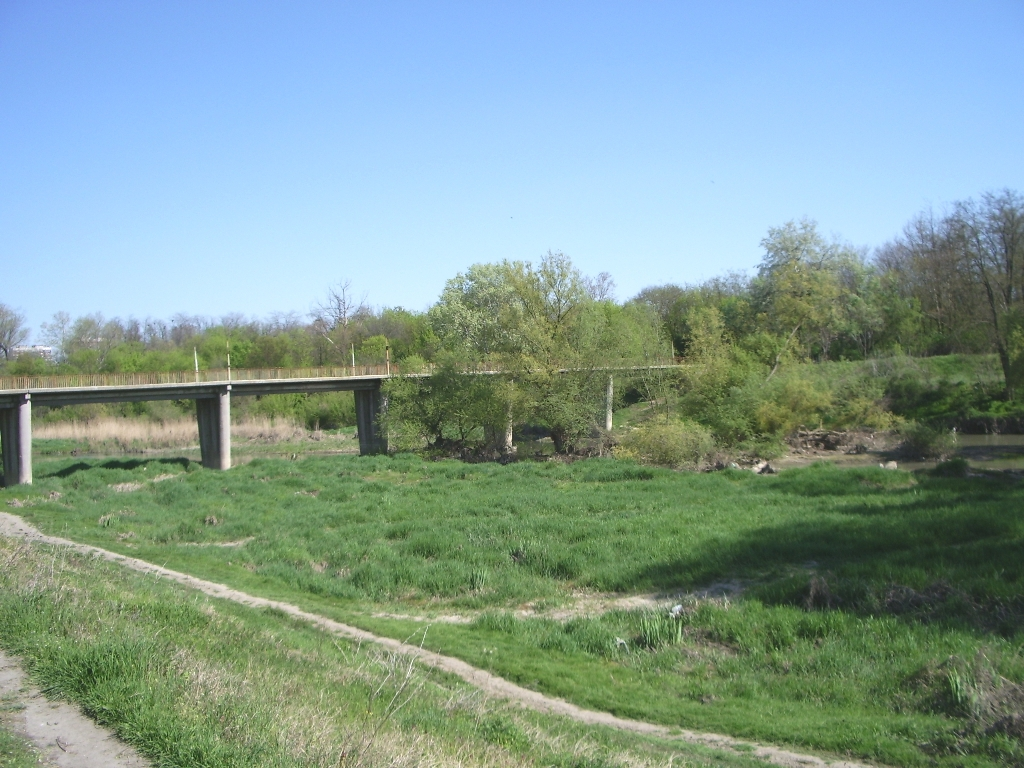

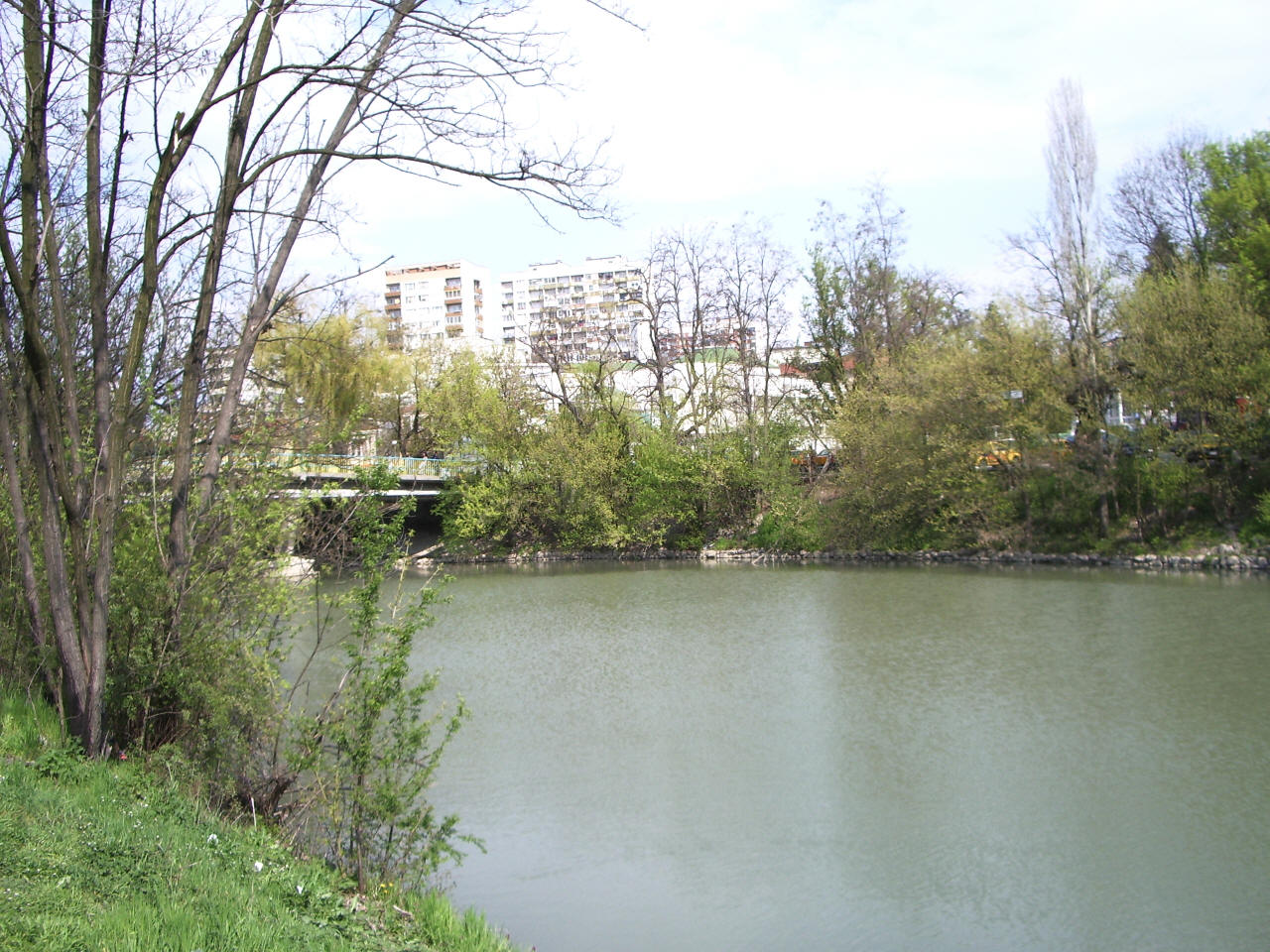
流经扬博尔的登萨河

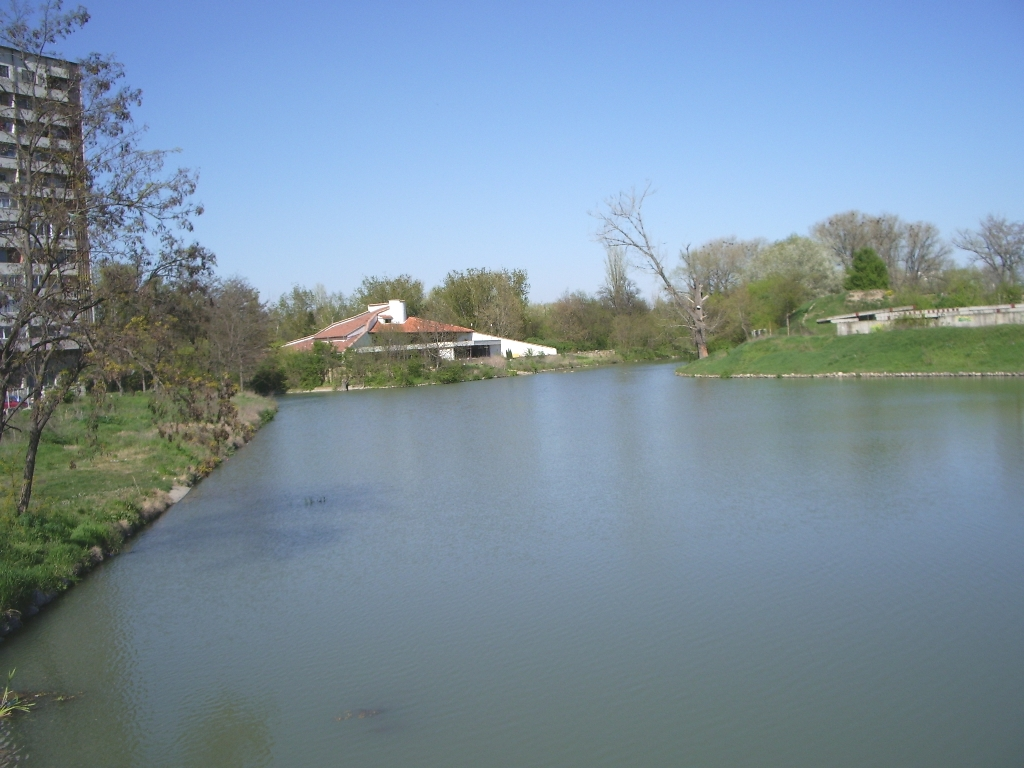
流经扬博尔的登萨河，邻近市立竞技场和市立公园

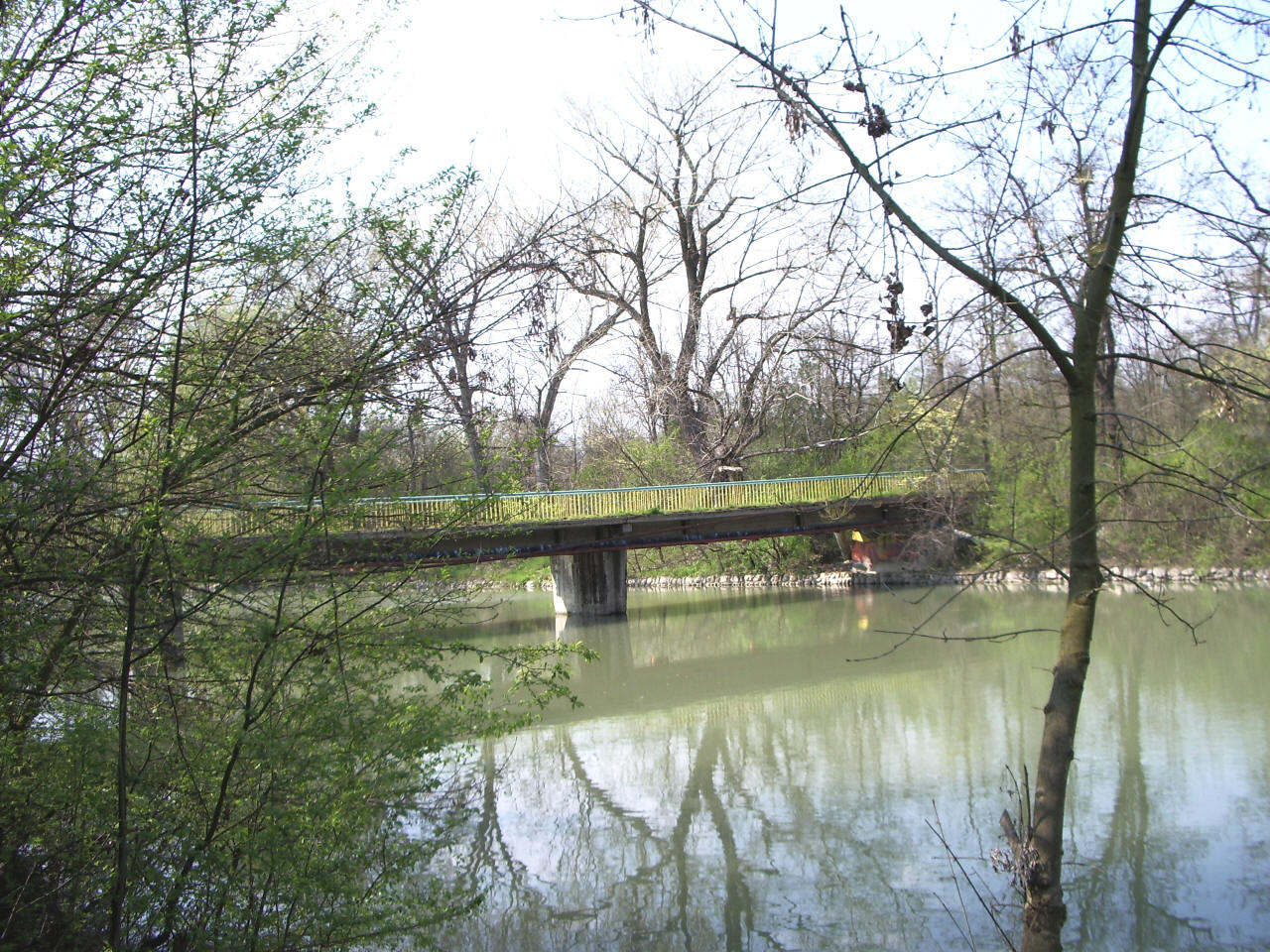
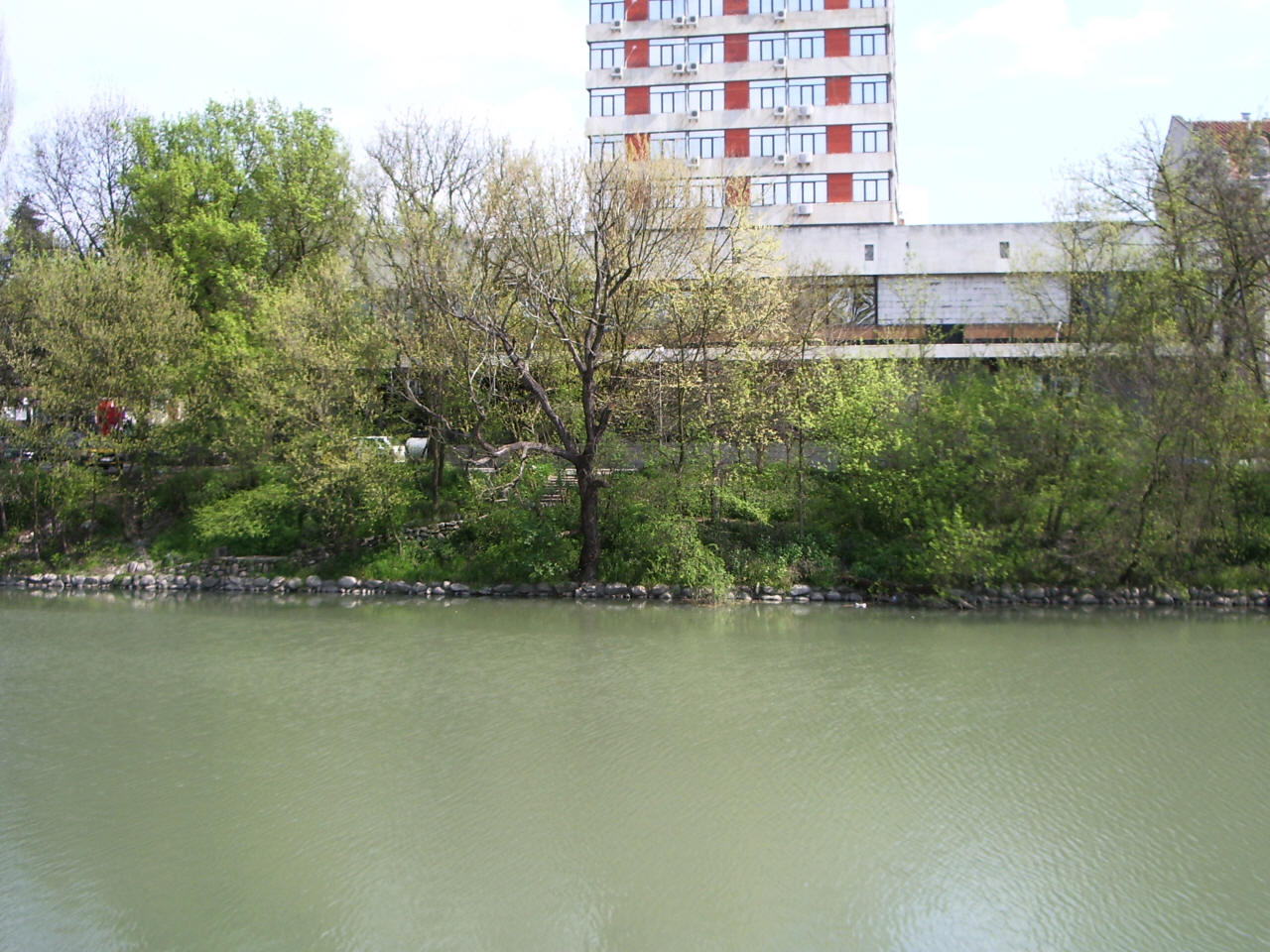

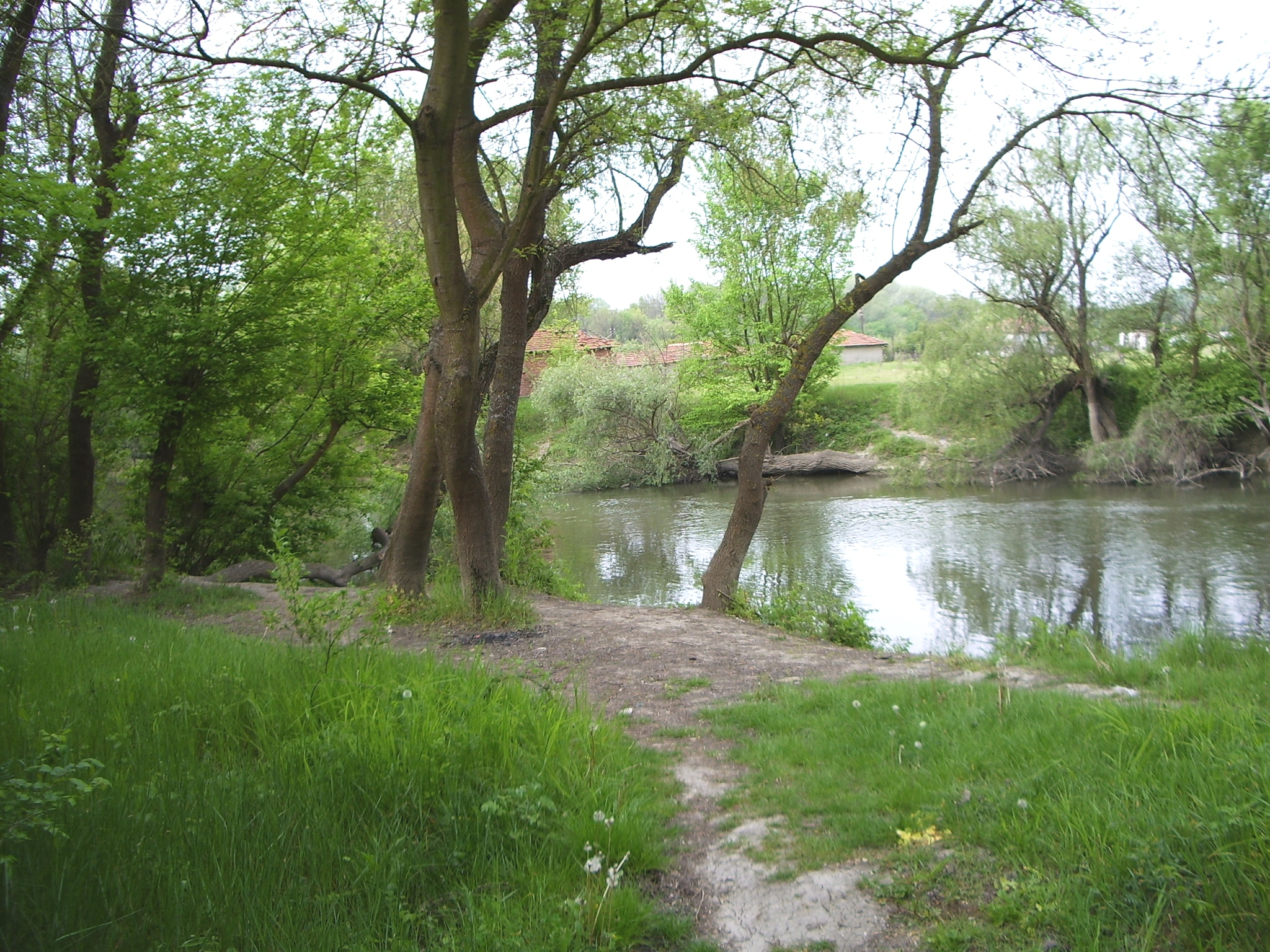
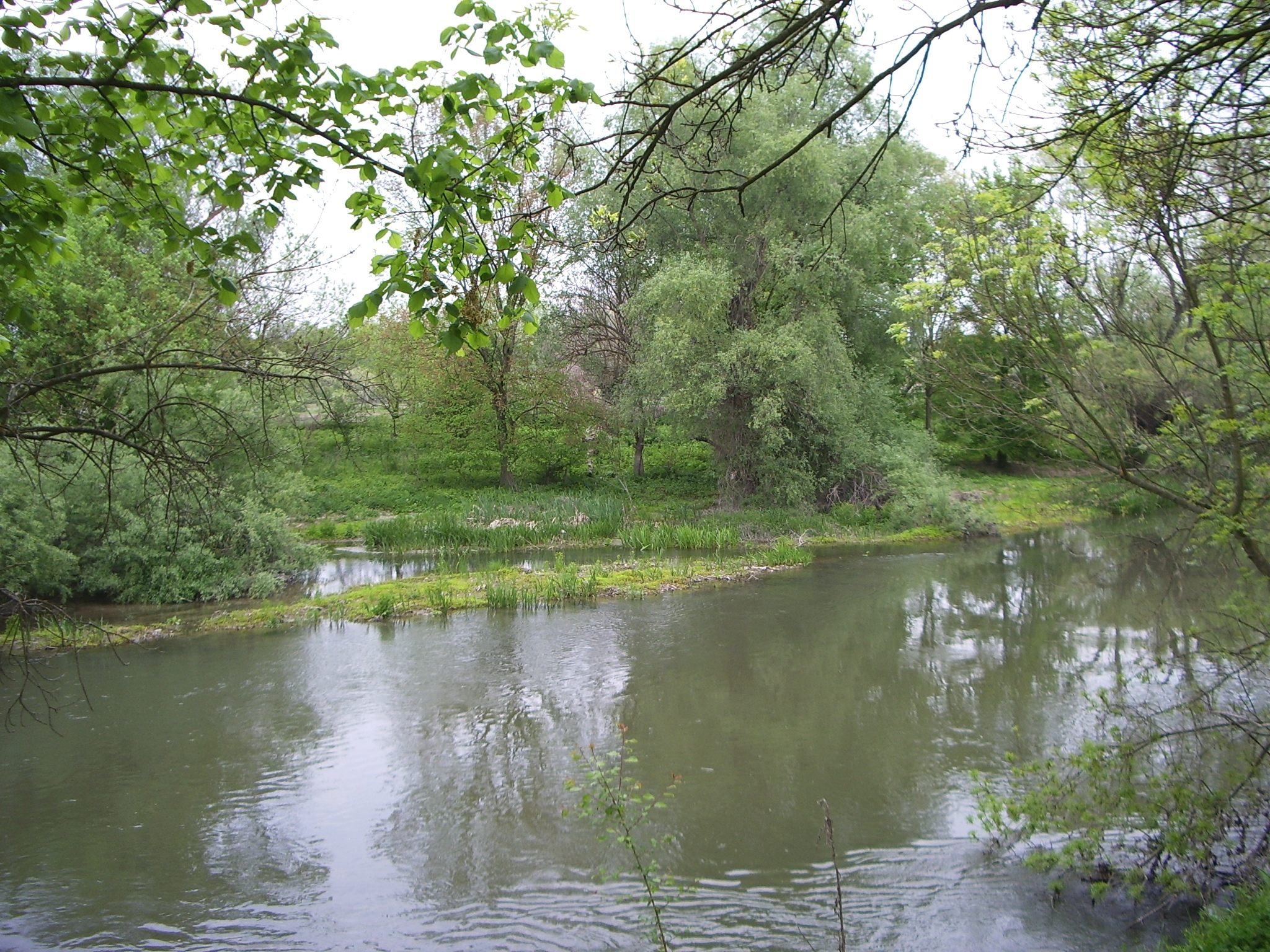

扬博尔段登萨河
埃尔霍沃段登萨河